# Friedrich von der Trenck

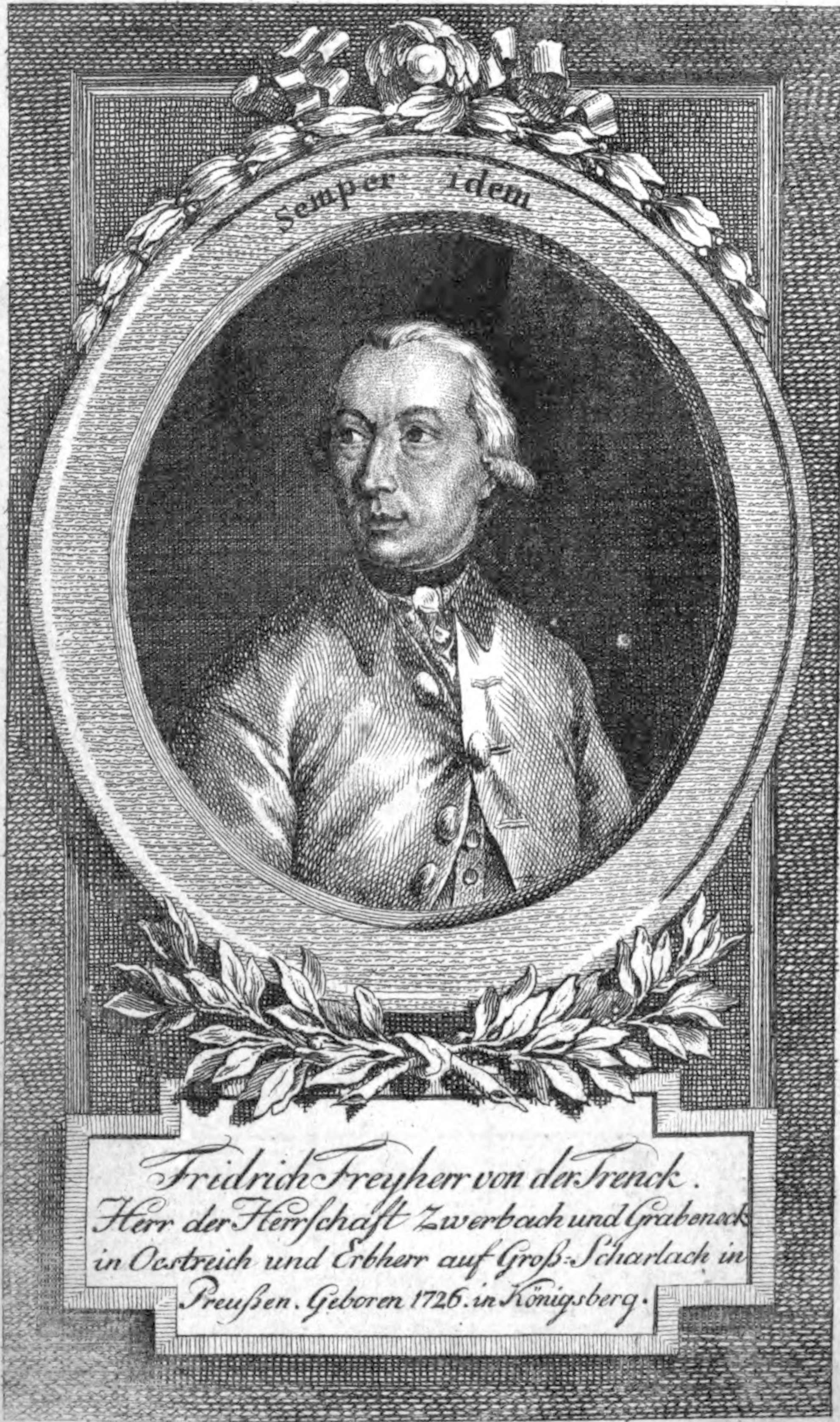
Friedrich Freiherr von der Trenck (zeitgenössischer Kupferstich)

Friedrich Freiherr von der Trenck (* 16. Februar 1727 in Neuhaldensleben; † 25. Juli 1794 in Paris, Frankreich) war ein preußischer Offizier, Abenteurer und Schriftsteller aus dem preußischen Adelsgeschlecht Trenck.
Seine Eltern waren der Generalmajor Christoph Ehrenreich von der Trenck und dessen Frau Maria Charlotte von Derschau.

## Leben
Von der Trenck trat 1740 in die preußische Armee ein und wurde 1744 Ordonnanzoffizier Friedrichs des Großen. Ein Jahr später, 1745, wurde er inhaftiert. Es ist unklar, ob dies wegen einer allein von Trenck selbst in seinen Memoiren behaupteten und historiographisch nicht nachweisbaren Affäre mit der Prinzessin Amalie von Preußen, der Schwester des Königs, geschah. Bis in die 1920er Jahre hielt sich das Gerücht, Amalia Schönhausen sei die Tochter der beiden. Dies gilt inzwischen als widerlegt. Ein 2008 aufgefundener Brief Trencks aus dem Jahr 1787 scheint allerdings zumindest eine große Vertrautheit zwischen ihm und der Prinzessin anzudeuten.
Als wahrscheinlichere Ursache wurden Trencks Beziehungen zu seinem Vetter Franz Freiherr von der Trenck angenommen, der in österreichischen Diensten stand.

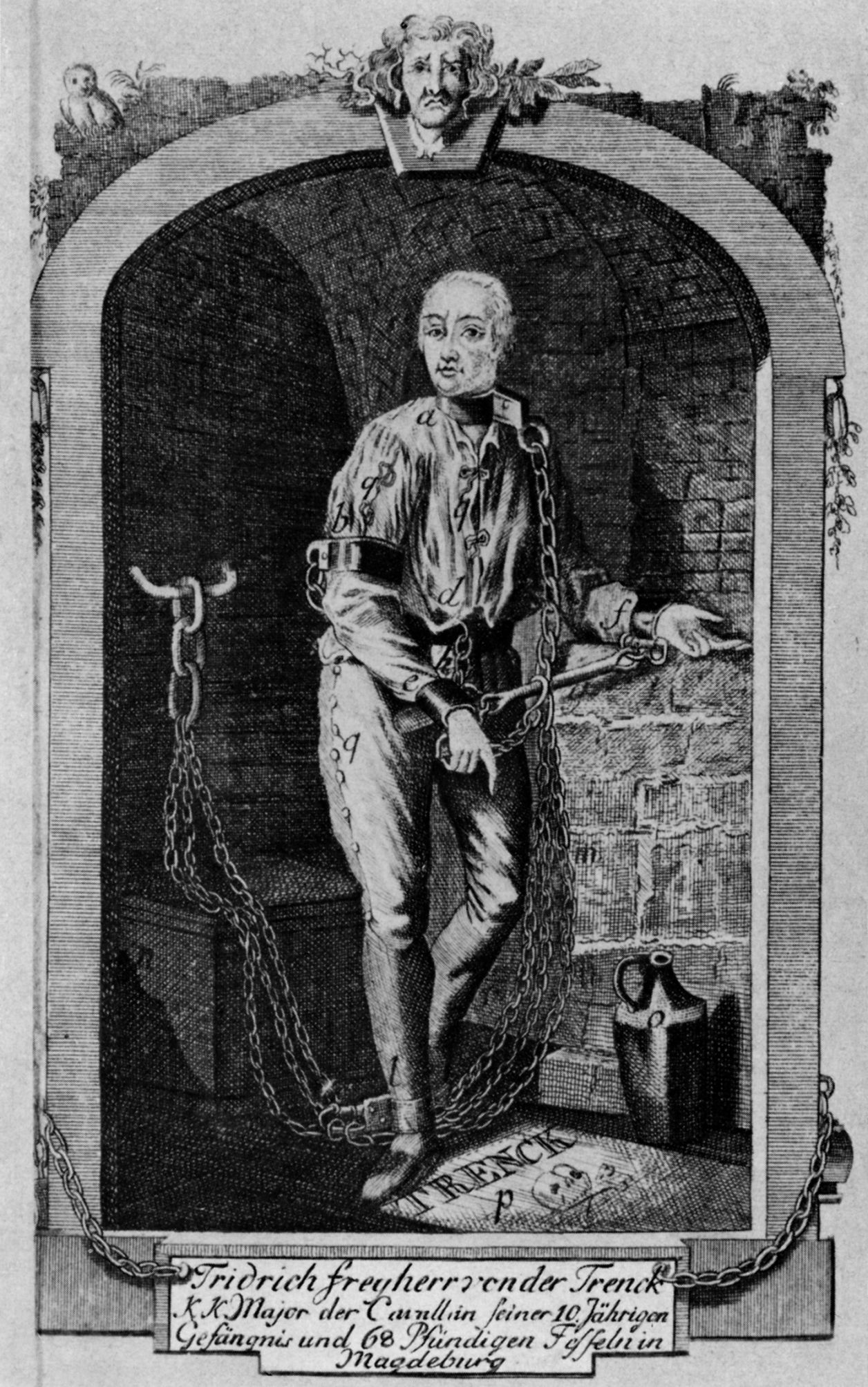
Titelkupfer der ersten Ausgabe der Memoiren Trencks von 1787. Titel: Des Friedrich Freiherrn von der Trenck merkwürdige Lebensgeschichte.

Trenck gelang 1746 die Flucht aus der Festung Glatz. 1749 erhielt er in Wien eine Anstellung als Rittmeister bei einem kaiserlichen Kürassierregiment in Ungarn. Als er aber 1753 in Familienangelegenheiten nach Danzig reiste, wurde er auf Befehl Friedrichs II. erneut verhaftet und ohne ein Gerichtsurteil in der Zitadelle Magdeburg inhaftiert. Nach einem vereitelten Fluchtversuch wurde Trenck in das Fort Berge, welches zur Festung Magdeburg gehörte, verlegt. Dort schmiedete man ihn mit schweren Ketten an Händen, Füßen und Leib an. Erst 1763 wurde er aufgrund der Intervention der Kaiserin Maria Theresia entlassen.
Über Prag kehrte er nach Wien zurück, siedelte aber schon nach zwei Jahren mit Bewilligung des Kaisers zum ständigen Aufenthalt nach Aachen über, wo er sich mit der Tochter des dortigen Bürgermeisters vermählte. In Aachen betrieb er einen Handel mit ungarischen Weinen und redigierte die Aachener Zeitung; die allzu freie Sprache einerseits, geschäftliche Verluste andererseits veranlassten Trenck Anfang der 1780er Jahre auf seine ungarischen Güter überzusiedeln.
In den folgenden Jahren beschäftigte sich Trenck mit literarischen Arbeiten und bereiste England und Frankreich. Mancherorts erregte er durch extreme, zeitunübliche politische Äußerungen Aufsehen; so soll er sich beispielsweise öffentlich für die Abschaffung der Privilegien des Adels, also derjenigen seines eigenen Standes, ausgesprochen haben.
Später gelangte Trenck abermals nach Paris; ob es sich dabei um eine offizielle Mission im Auftrag Österreichs als Beobachter der Ereignisse der Französischen Revolution handelte, ist nicht geklärt. Fest steht jedoch, dass er 1794 als angeblicher Spion im Gefängnis Saint-Lazare festgesetzt, vor dem Revolutionstribunal angeklagt und schließlich – nur zwei Tage vor dem Sturz von Robespierre – auf der Guillotine hingerichtet wurde.

## Nachruhm
Als Ausbrecherkönig durch Tunnelgraben ist von der Trenck in die Weltliteratur eingegangen, z. B. 1847 in den Roman Vanity Fair (Jahrmarkt der Eitelkeit) von W. M. Thackeray (1811–1863) (Kap. LVII). Mark Twains Romanfigur Tom Sawyer bewundert Baron Trenck als einen der großen Kerkerflüchtlinge, von denen er gelesen hat (Die Abenteuer des Huckleberry Finn, Kap. XXXV).
Künstlerisch nahm man sich des Themas oft an:
- Im Jahre 1907 erschien der Roman Die beiden Trenck von Mór Jókai.
- Das Leben von der Trencks ist ebenfalls Gegenstand des 1926 erschienenen Romans Trenck von Bruno Frank.
- Zu den frühen Verfilmungen zählt Trenck (auch: Der Günstling des Königs; Der Roman einer großen Liebe) aus dem Jahre 1932 unter der Regie von Heinz Paul und Ernst Neubach mit Hans Stüwe in der Hauptrolle.
- 1939 veröffentlichte Eckart von Naso seine Novelle Preußische Legende.
- 1940 entstand der Film Trenck, der Pandur, der das (fiktive) Leben des ungarischen Vetters Franz von der Trenck darstellt. In der Hauptrolle ist Hans Albers zu sehen, der in einer Dreifachrolle neben dem Vater Franz von der Trencks auch Friedrich von der Trenck verkörpert.
- 1973 wurde Trencks Geschichte von Fritz Umgelter in einem TV-Sechsteiler Die merkwürdige Lebensgeschichte des Friedrich Freiherrn von der Trenck mit Matthias Habich in der Titelrolle verfilmt.
- 1978 schrieb Johannes Hirschinger das Jugendbuch Nennen Sie das Gerechtigkeit, Sire?, das Trencks Leben auch für Jugendliche interessant macht.
- 2003 wurde vom ZDF der Zweiteiler Trenck – Zwei Herzen gegen die Krone von Walter Kärger und Gernot Roll ausgestrahlt, mit Ben Becker und Alexandra Maria Lara in den Hauptrollen und einem Gastauftritt von Matthias Habich als General von Habich.

## Werke
- Viele von Trencks Schriften sind enthalten in Sämmtliche Gedichte und Schriften (Leipzig 1786, 8 Bände).
- Die dreibändige, 1787 in Berlin erschienene Autobiographie Des Friedrich Freyherrn von der Trenck merkwürdige Lebensgeschichte (siehe Titelkupfer rechts) ist ziemlich sicher nicht frei von Übertreibungen und Aufschneidereien.
- 1789 verfasste er (laut Titelblatt aus dem Französischen übersetzt) mit Trenk contra Mirabeau oder Politisch-critische Beleuchtung der Geheimen Geschichte des Berliner Hofs nebst mehrern wichtigen Staatsbemerkungen eine Entgegnung auf Mirabeaus Histoire secrète de la Cour de Berlin.